# Rainer Wüst
Rainer Wüst (* 11. August 1943; † 16. August 2021) war ein deutscher Mathematiker, der von 1975 bis 2008 an der Technischen Universität Berlin lehrte.

## Werdegang

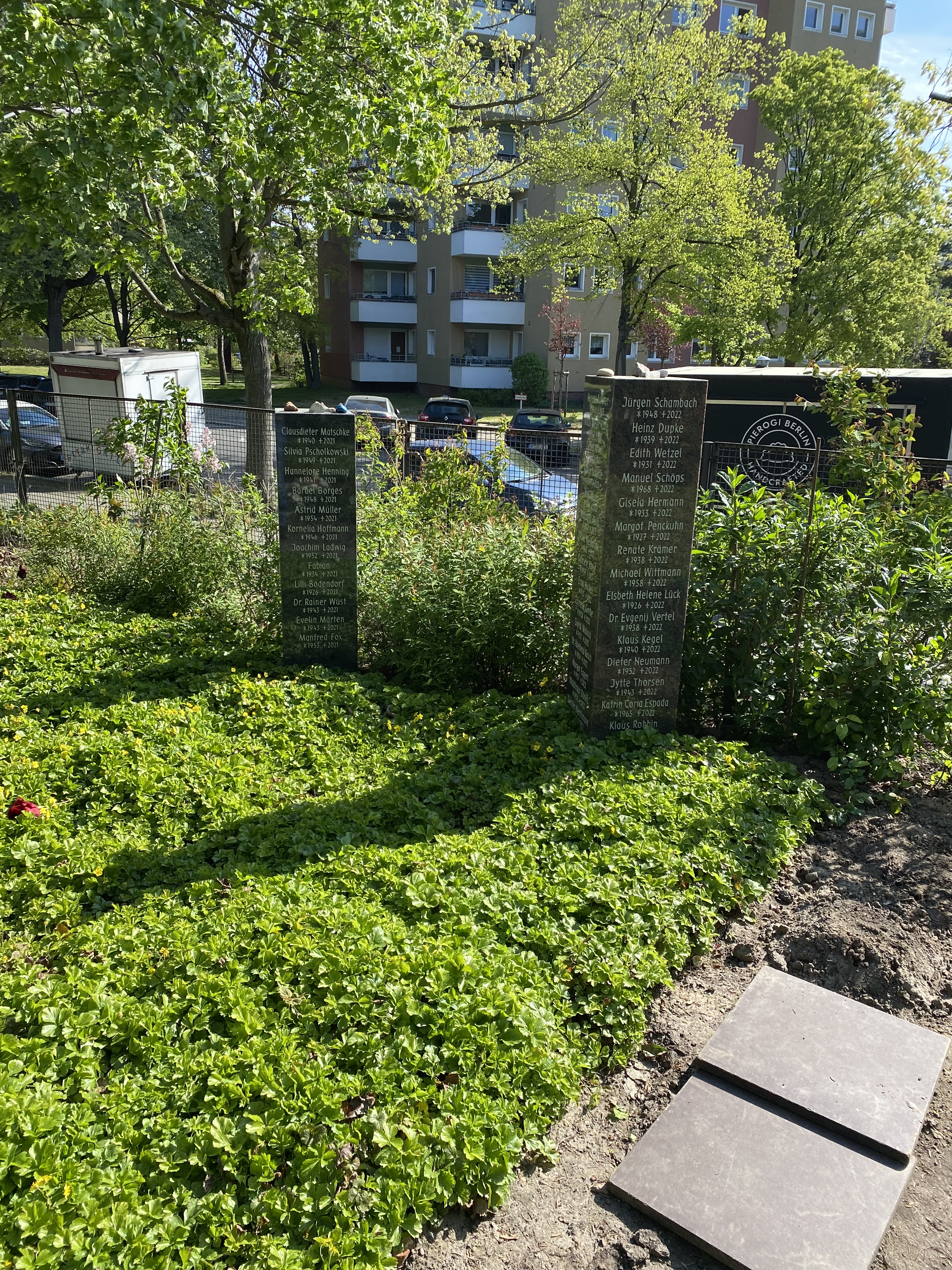
Halbanonyme Grabstätte auf dem Friedhof Wilmersdorf

Wüst studierte von 1962 bis 1968 Mathematik an der Universität München, anschließend war er bis 1975 Assistent von Günter Hellwig an der RWTH Aachen. 1970 wurde er dort mit einer Arbeit zur „Stabilität der Selbstadjungiertheit gegenüber Störungen“ promoviert, anschließend habilitierte er sich.
1975 wurde Wüst auf eine Professur für Mathematik an die Technische Universität Berlin berufen, die er bis zu seinem Eintritt in den Ruhestand im September 2008 innehatte. Er vertrat dort die Mathematische Physik und forschte auch zur Funktionalanalysis. Unterbrochen war seine Lehrtätigkeit in Berlin nur durch Forschungssemester an der Princeton University sowie der Universität Modena.
Rainer Wüst ruht in einem halbanonymen Grabfeld auf dem Friedhof Wilmersdorf.

## Schriften
- Mathematik für Physiker und Mathematiker: Band 1: Reelle Analysis und Lineare Algebra. Wiley-VCH, 1994. 3. Auflage 2009, ISBN 978-3527408771; Band 2: Analysis im Mehrdimensionalen und Einführungen in Spezialgebiete. Wiley-VCH, 1994. 3. Auflage 2009, ISBN 978-3527408788